# 山田全自動の福岡暮らし
『山田全自動の福岡暮らし』（やまだぜんじどうのふくおかくらし）は、イラストレーター、ウェブデザイナーである山田全自動による日本のエッセイ漫画。作者が在住する福岡での生活やグルメ、観光スポットなどが紹介される。
TVQ九州放送製作でテレビ東京系列にてテレビドラマ化され、2025年3月20日に放送された。

## 書誌情報
- 山田全自動『山田全自動の福岡暮らし』（電子書籍のみ、既刊2巻）
  1. 2023年3月08日発売
  2. 2023年5月15日発売

## テレビドラマ
2025年3月20日の12時 - 12時55分に、TVQ九州放送で放送された。主演は中村蒼。
福岡県福岡市で古本屋「ふるほん住吉」を営むイラストレーターでウェブデザイナーである山田全自動のゆったりぶらぶらした福岡暮らしの様子が描かれる。

### あらすじ
福岡市博多区にひっそりと佇む古本屋「ふるほん住吉」。店内には、古本はもちろん、カセットテープや観葉植物、ユニークな雑貨が所狭しと並び、店先には大きなブルドッグの置物が鎮座している。店主の山田全自動は、そんなこだわりの詰まった空間で、今日もゆったりと福岡の日常を楽しんでいる。
そんな「ふるほん住吉」には、個性豊かな客たちが次々と訪れる。本を探しに来る者、ふらりと立ち寄る者、それぞれが抱える思いやクセの強さが、山田とのゆるやかな交流を生み出していく。店を訪れるたびに巻き起こる、小さなドラマと心温まるやりとり。そして、山田自身もまた、福岡の街をぶらぶら歩きながら、地元の美味しいグルメや観光スポットを満喫していく。

### キャスト

#### 主要人物
山田全自動
演 - 中村蒼
本作の主人公。「ふるほん住吉」の店主。
あゆみ
演 - 大野いと
「ふるほん住吉」の従業員。
福田さん
演 - 寺門ジモン
「アジフライセンターおむこさん」の客。サラリーマン。アジフライの食べ方についてうんちくを語る。
野口さん
演 - 田口浩正
博多温泉「元祖元湯」の店主。温泉についてのうんちくを語りたがる。
哲学おじさん / 工藤さん
演 - 田中要次
「ふるほん住吉」の常連客。クセ強お客さんNo.04。いつも難しい哲学の本を購入する。
ゴンスケ
声 - 川原豪介
「ふるほん住吉」のブルドッグの置物。本作の語り部。

#### その他
小森くん
演 - 西岡龍利
「ふるほん住吉」の常連客。クセ強お客さんNo.01。古めの小説が好きな渋めの小学生。
店員
演 - 岡田桃佳（テレＱアナウンサー）
「アジフライセンターおむこさん」の店員。
部下
演 - 颯斗
「アジフライセンターおむこさん」の客。同席する上司の福田さんからアジフライの食べ方を指南される。
「アジフライセンターおむこさん」の客
演 - 宮本たたみ、木村栄子
女性2人組の客。嫁いだ娘と婿の夫婦仲の話題で盛り上がる。
坂本さん
演 - 夢良一
「ふるほん住吉」の常連客。クセ強お客さんNo.02。山田に「博多温泉 元祖元湯」をお勧めする。
銭湯の客
演 - はせがわ天晴、古家康宏
「博多温泉 元祖元湯」の客。
パンフレットおじさん
演 - 麦わらのアッキー
「ふるほん住吉」の常連客。クセ強お客さんNo.03。古本や小説には目もくれず、映画のパンフレットを毎回20冊ほど購入する。
ピエトロおじさん
演 - デイモン
「ふるほん住吉」の常連客。クセ強お客さんNo.05。外国人で、その顔から山田にピエトロを想起させる。
 ???おじさん
演 - 井上高志
「ふるほん住吉」の客。その容姿から山田とあゆみに某フライドチキン店を想起させる。

### ロケ地
| ロケ地                       | ロケ地                                       | ロケ地                     |
| 店名                         | 住所                                         | 備考                       |
| ---------------------------- | -------------------------------------------- | -------------------------- |
| ふるほん住吉                 | 福岡市博多区住吉4丁目14-3                    | 山田全自動が経営する古本屋 |
| アジフライセンターおむこさん | 福岡市博多区博多駅前4丁目4-23岡部ビル地下1階 | 居酒屋                     |
| 博多温泉 元祖元湯            | 福岡市南区横手3丁目6-18                      | 銭湯                       |
| ピエトロ本店 セントラーレ    | 福岡市中央区天神3-4-5ピエトロビル1F          | イタリアンレストラン       |

### スタッフ
- 原作 - 山田全自動『山田全自動の福岡暮らし』[2][5]
- 脚本 - 川原豪介（ブルーリバー）[2][5]
- 監督 - 太田裕一（VSQ）[2][5]
- 音楽 - ニイナ
  - オープニングテーマ - ニイナ『リンス』
  - エンディングテーマ - ニイナ『あかり』[2][5]
- チーフプロデューサー - 高木正（TVQ九州放送）[2]
- プロデューサー - 徳田正諭（TVQ九州放送）、本田克哉（VSQ）[2]
- 制作プロダクション - VSQ[2]
- 製作著作 - TVQ九州放送[2]

### 放送局
| 放送対象地域  | 放送局         | 放送日        | 放送時間           | 系列           | ネット状況 |
| ------------- | -------------- | ------------- | ------------------ | -------------- | ---------- |
| 福岡県        | TVQ九州放送    | 2025年3月20日 | 木曜 12:00 - 12:55 | テレビ東京系列 | 制作局     |
| 関東広域圏    | テレビ東京     | 2025年3月20日 | 木曜 12:00 - 12:55 | テレビ東京系列 | 同時ネット |
| 北海道        | テレビ北海道   | 2025年3月20日 | 木曜 12:00 - 12:55 | テレビ東京系列 | 同時ネット |
| 愛知県        | テレビ愛知     | 2025年3月20日 | 木曜 12:00 - 12:55 | テレビ東京系列 | 同時ネット |
| 大阪府        | テレビ大阪     | 2025年3月20日 | 木曜 12:00 - 12:55 | テレビ東京系列 | 同時ネット |
| 岡山県 香川県 | テレビせとうち | 2025年3月20日 | 木曜 12:00 - 12:55 | テレビ東京系列 | 同時ネット |